# Taraxacum lingulatum
Taraxacum lingulatum — вид квіткових рослин з родини айстрових (Asteraceae). Вид зростає в Європі: Австрія, Естонія, Латвія, Литва, Бельгія, Чехія, Данія, Фінляндія, Франція, Німеччина, Велика Британія, Ірландія, Нідерланди, північноєвропейська Росія, Норвегія, Польща, Швеція, Швейцарія; це багаторічна рослина помірних біомів.

## Опис
T. lingulatum має вузькі крилаті черешки, білі ззовні, рожеві зсередини, іноді злегка. Частки листка сигмоподібні й часто чергові; кінцева частка має зовнішнє, але досить тупе розширення; кінцеві частки на внутрішніх листках часто набагато більші та тупі. Вертикально звисаючі зовнішні приквітки, часто притиснуті до черешка, є характерними, а квіткова голова широка, часто 60 мм у діаметрі, коли повністю відкрита.